# Кирхбрак
Кирхбрак (нем. Kirchbrak) — община в Германии, в земле Нижняя Саксония.
Входит в состав района Хольцминден. Подчиняется управлению Боденвердер. Население составляет 1132 человека (на 31 декабря 2010 года). Занимает площадь 18,39 км².
Коммуна подразделяется на 5 сельских округов.
| Год  | Население |
| ---- | --------- |
| 1990 | 1194      |
| 1995 | 1260      |
| 2000 | 1216      |
| 2005 | 1163      |
| 2010 | 1149      |